# Haushaltsgesetz
Durch ein Haushaltsgesetz wird der Haushaltsplan einer Körperschaft festgelegt.
In der Bundesrepublik Deutschland wird ein Haushaltsgesetz sowohl von dem Bund als auch von den Ländern aufgestellt, das Pendant auf kommunaler Ebene heißt Haushaltssatzung. Zumeist wird durch ein Haushaltsgesetz der Haushaltsplan eines einzelnen Haushaltsjahres festgestellt. Insbesondere einige Länder legen aber regelmäßig Doppelhaushalte für zwei Haushaltsjahre vor. Eine Trennung nach Haushaltsjahren muss jedoch auch im Falle eines Doppelhaushalts durchgeführt werden (Jährlichkeitsgrundsatz). Gesetzliche Regelungen, die über ein Haushaltsjahr hinaus Bestand haben sollen, werden im Haushaltsgesetz nicht vorgenommen. Dies wird in der Regel in ein begleitendes Artikelgesetz, das Haushaltsbegleitgesetz, ausgelagert.
Das bundesdeutsche Haushaltsgesetz lautet einleitend regelmäßig etwa wie folgt:
„§ 1 Feststellung des Haushaltsplans - Der diesem Gesetz als Anlage beigefügte Bundeshaushaltsplan für das Haushaltsjahr x wird in Einnahmen und Ausgaben auf y Euro festgestellt.“

## Funktion
Die besondere Bedeutung des Haushaltsgesetzes besteht in der Budgethoheit des Parlaments. 
Durch die Feststellung des Haushaltsplanes wird die Exekutive ermächtigt, die darin vorgesehenen Einnahmen und Ausgaben vorzunehmen. Des Weiteren enthält das Haushaltsgesetz in der Regel die Ermächtigung, Kredite aufzunehmen (Kreditermächtigung) und Gewährleistungen, z. B. Bürgschaften, zu übernehmen. Die Exekutive ist hinsichtlich ihrer Einnahmen und Ausgaben an die gesetzlichen Vorgaben gebunden.

## Verfahren
Das Parlament stößt bei den Haushaltsberatungen in der Regel an die Grenze seiner Kapazitäten. Ursache ist, dass nach den maßgeblichen Haushaltsgrundsätzen im Haushaltsplan jede Einnahme und jede Ausgabe der staatlichen Verwaltung ausgewiesen werden sein muss. Dies führt zu außerordentlich umfangreichen Vorlagen. So umfasst beispielsweise der Entwurf für das Bundeshaushaltsgesetz 2006 mit allen Einzelplänen über 1100 Seiten. Nahezu jedes Parlament richtet daher einen besonderen Ausschuss, den Haushaltsausschuss, ein. In diesem Gremium werden die Einzelpläne vorberaten und dem Plenum des Parlaments Änderungen vorgeschlagen, die dort zumeist ohne Einzeldiskussion akzeptiert werden. Stattdessen werden die Haushaltsberatungen im Parlament oft zum Anlass für eine Generalabrechnung der Opposition mit der Regierung genommen.
Verweigert das Parlament der Regierung die Zustimmung zum Haushaltsgesetz, stellt sich die Frage, ob die Exekutive dann noch handlungsfähig sein soll. Dieser Budgetkonflikt ist in der Bundesrepublik Deutschland sowohl für den Bund als auch für die Länder zugunsten der Exekutive entschieden. Für den Bund sieht Art. 111 Grundgesetz das Recht zur vorläufigen Haushaltsführung oder Nothaushaltsführung vor. Diese Tradition lässt sich in Deutschland bis zur brachialen Auflösung des preußischen Budgetkonflikts 1862 gemäß Otto von Bismarcks Anwendung der Lückentheorie zurückverfolgen. 
Die Verwaltungsorgane der USA hingegen sind nicht berechtigt, ohne gültigen Haushalt Ausgaben zu tätigen. Bei einem Budgetkonflikt kommt deswegen dort die staatliche Tätigkeit zum Erliegen (Government Shutdown).

## Österreich
Die österreichische Entsprechung des deutschen Bundeshaushaltsgesetzes sind das Bundesfinanzrahmengesetz (BFRG, für einen Zeitrahmen von vier Finanzjahren) und das Bundesfinanzgesetz (BFG, für ein einzelnes Finanzjahr). Dem deutschen Bundeshaushalt entspricht der österreichische Bundesvoranschlag.